# Nekrolog 1517
Nekrolog
◄◄
| ◄
| 1513
| 1514
| 1515
| 1516
| 1517 | 1518 | 1519 | 1520 | 1521 | ► | ►►
Weitere Ereignisse | Allgemeiner Nekrolog 1517
Die Beschreibung der verstorbenen Person sollte so kurz wie möglich gehalten sein und nur deren signifikante Tätigkeit(en) enthalten.
Neue Namen ggf. auch unter dem Geburts- und Sterbedatum, also etwa unter 1. Januar und im Geburts- und Sterbejahr (2024) eintragen (nur bei entsprechender großer Wichtigkeit). Für Beispiele siehe die schon vorhandenen Artikel.
Außerdem über die fünf zuletzt Verstorbenen, zu denen es einen ausreichend guten Artikel für eine Präsentation auf der Hauptseite gibt, nach der todesbedingten Überarbeitung der Artikel ggf. auch unter Wikipedia Diskussion:Hauptseite informieren und sie am besten auch in den anderen Wikipedia-Sprachversionen eintragen. Tipp: Regelmäßig bei news.google.de nach „ist tot“, „gestorben“ oder „verstorben“ suchen.
Wenn eine Person gestorben ist, gibt es viele Seiten zu dieser Person in der Wikipedia, die davon auch betroffen sind und entsprechend aktualisiert werden müssen. Beispiele: Namenübersichtsseite, Geburtsjahr, Geburtsort-Seiten und viele mehr.
Wie finde ich die betroffenen Seiten?
Im Suchfeld auf der linken Seite gibt man den Suchbegriff so ein: „Vorname Nachname“. Dann klickt man auf Volltext und alle Seiten mit entsprechendem Suchtext werden aufgerufen. Hier sieht man dann schnell, wo auch das Todesjahr Sinn macht oder sogar ein Teil des Artikels angepasst werden muss. Auch hilft das „Werkzeug“ auf der linken Seite sehr gut, um solche Seiten aufzufinden: „Links auf diese Seite“. Somit ist die Wikipedia wieder aktuell in allen Bereichen! Hinweis: bei Eintragung der Kategorie „Gestorben JAHR“ wird der Missbrauchsfilter 49 ausgelöst, was jedoch nicht schlimm ist. Siehe: Spezial:Missbrauchsfilter/49
Dies ist eine Liste von im Jahr 1517 verstorbenen bekannten Persönlichkeiten. Die Einträge erfolgen innerhalb der einzelnen Daten alphabetisch sortiert. Tiere sind im Nekrolog für Tiere zu finden.

## Januar
| Tag        | Name                        | Beruf, bekannt als                                         | Alter | Beleg |
| ---------- | --------------------------- | ---------------------------------------------------------- | ----- | ----- |
| 5. Januar  | Francesco Francia           | italienischer Renaissance-Maler, Goldschmied und Bildhauer |       |       |
| 12. Januar | Giovanni Francesco Fortunio | italienischer Humanist, Romanist und Grammatiker           |       |       |

## Februar
| Tag         | Name                                              | Beruf, bekannt als                                    | Alter | Beleg |
| ----------- | ------------------------------------------------- | ----------------------------------------------------- | ----- | ----- |
| 2. Februar  | Hermann Darsow                                    | Lübecker Kaufmann und Ratsherr                        |       |       |
| 12. Februar | Katharina von Navarra                             | Königin von Navarra                                   |       |       |
| 16. Februar | Elisabeth Jagiellonica                            | polnische Prinzessin, Herzogin von Liegnitz und Brieg | 34    |       |
| 19. Februar | Katharina von Gemmingen, verehelichte von Dalberg | deutsche Adlige                                       |       |       |
| 24. Februar | Otto von Gemmingen                                | Grundherr in Neuhausen, Lehningen und Mühlhausen      |       |       |
| 25. Februar | Johann von Spreckelsen                            | Hamburger Senator und Bürgermeister                   |       |       |

## März
| Tag      | Name                        | Beruf, bekannt als                       | Alter | Beleg |
| -------- | --------------------------- | ---------------------------------------- | ----- | ----- |
| 7. März  | Maria von Spanien           | Prinzessin von Spanien                   | 34    |       |
| 8. März  | Sisto Gara della Rovere     | Kardinal der römisch-katholischen Kirche |       |       |
| 25. März | Jaime Serra i Cau           | spanischer Geistlicher                   |       |       |
| 26. März | Heinrich Isaac              | frankoflämischer Komponist und Sänger    |       |       |
| 31. März | Claude von Aarberg-Valangin | Herr von Valangin                        |       |       |

## April
| Tag       | Name                       | Beruf, bekannt als                         | Alter | Beleg |
| --------- | -------------------------- | ------------------------------------------ | ----- | ----- |
| 2. April  | Pere Miquel Carbonell      | Historiker, Notar, Humanist                | 83    |       |
| 12. April | Heinrich IV. von Lichtenau | Bischof von Augsburg                       |       |       |
| 14. April | Tuman Bay                  | Sultan der Mamluken in Ägypten (1516–1517) |       |       |
| 20. April | Bogdan III.                | Woiwode des Fürstentums Moldau             | 37    |       |

## Mai
| Tag     | Name                         | Beruf, bekannt als              | Alter | Beleg |
| ------- | ---------------------------- | ------------------------------- | ----- | ----- |
| 1. Mai  | Hermann Langenbeck           | Jurist, Bürgermeister (Hamburg) |       |       |
| 21. Mai | Bernhart Lachaman der Ältere | Glockengießer                   |       |       |

## Juni
| Tag      | Name           | Beruf, bekannt als                            | Alter | Beleg |
| -------- | -------------- | --------------------------------------------- | ----- | ----- |
| 16. Juni | Franz Wolfgang | regierender Graf von Hohenzollern (1512–1517) |       |       |

## Juli
| Tag      | Name             | Beruf, bekannt als                                   | Alter | Beleg |
| -------- | ---------------- | ---------------------------------------------------- | ----- | ----- |
| 10. Juli | Johannes Rebmann | württembergischer Theologe und Propst von Herrenberg |       |       |
| 16. Juli | Alfonso Petrucci | römisch-katholischer Bischof und Kardinal            |       |       |
| 17. Juli | Johann Badendorp | Ratssekretär der Hansestadt Lübeck                   |       |       |

## August
| Tag        | Name                       | Beruf, bekannt als            | Alter | Beleg |
| ---------- | -------------------------- | ----------------------------- | ----- | ----- |
| 5. August  | Kaspar von Silenen         | Kommandant der Schweizergarde |       |       |
| 10. August | Aymon de Montfalcon        | Bischof von Lausanne          |       |       |
| 15. August | Ottilie von Katzenelnbogen | Markgräfin von Baden          |       |       |
| 30. August | Konrad Seusenhofer         | Plattner der Frührenaissance  |       |       |

## September
| Tag           | Name                      | Beruf, bekannt als                                                          | Alter | Beleg |
| ------------- | ------------------------- | --------------------------------------------------------------------------- | ----- | ----- |
| 21. September | Dyveke Sigbritsdatter     | dänische Mätresse                                                           |       |       |
| 24. September | Friedrich IV. von Baden   | deutscher römisch-katholischer Geistlicher; Bischof von Utrecht (1496–1517) | 59    |       |
| 26. September | Johann III. von Schönberg | Bischof von Naumburg                                                        |       |       |
| 27. September | Konrad Breuning           | Vogt von Tübingen                                                           |       |       |

## Oktober
| Tag         | Name                | Beruf, bekannt als                        | Alter | Beleg |
| ----------- | ------------------- | ----------------------------------------- | ----- | ----- |
| 2. Oktober  | Johannes Murmellius | Pädagoge, Philologe, Dichter und Humanist |       |       |
| 31. Oktober | Fra Bartolommeo     | Maler der florentinischen Schule          | 45    |       |

## November
| Tag          | Name                          | Beruf, bekannt als                         | Alter | Beleg |
| ------------ | ----------------------------- | ------------------------------------------ | ----- | ----- |
| 6. November  | Wiguleus Fröschl von Marzoll  | Fürstbischof von Passau                    | 72    |       |
| 8. November  | Francisco Jiménez de Cisneros | spanischer Großinquisitor                  |       |       |
| 21. November | Sikandar Lodi                 | Regent des islamischen Sultanats von Delhi |       |       |

## Dezember
| Tag          | Name            | Beruf, bekannt als           | Alter | Beleg |
| ------------ | --------------- | ---------------------------- | ----- | ----- |
| 7. Dezember  | Albert Krantz   | deutscher Historiker         |       |       |
| 20. Dezember | Franz von Taxis | italienischer Postmeister    |       |       |
| 23. Dezember | Tjede Peckes    | wurtfriesische Fahnenjungfer |       |       |

## Datum unbekannt
| Tag | Name                           | Beruf, bekannt als                                                          | Alter | Beleg |
| --- | ------------------------------ | --------------------------------------------------------------------------- | ----- | ----- |
|     | Adam aus Wilna                 | polnischer Maler                                                            |       |       |
|     | Abu Abdallah al-Qa'im          | Scheich der Saadier in Marokko (1505–1517)                                  |       |       |
|     | Balım Sultan                   | Gründer des Bektaschi-Ordens                                                |       |       |
|     | Heinrich von Bassewitz         | mecklenburgischer Gutsbesitzer und Mitunterzeichner der Großen Landes-Union |       |       |
|     | Guidoccio Cozzarelli           | italienischer Maler und Buchmaler                                           |       |       |
|     | Michael Furter                 | Schweizer Buchdrucker                                                       |       |       |
|     | Jos Gundersheimer              | Schweizer Bildschnitzer und Schreiner                                       |       |       |
|     | Adam von Haren, der Jüngere    | Schöffe und Bürgermeister der Freien Reichsstadt Aachen                     |       |       |
|     | Francisco Hernández de Córdoba | spanischer Konquistador                                                     |       |       |
|     | Oswald Hilliger                | deutscher Glockengießer                                                     |       |       |
|     | Marcus Musurus                 | griechisch-italienischer Gelehrter                                          |       |       |
|     | Luca Pacioli                   | italienischer Mathematiker und Franziskaner                                 |       |       |
|     | Cyriacus Prucker               | deutscher Benediktiner und Abt                                              |       |       |
|     | Heinrich Strübin               | Schweizer Politiker                                                         |       |       |
|     | Ludovico de Varthema           | italienischer Schriftsteller und Entdeckungsreisender                       |       |       |
|     | Narcís Vinyoles                | valencianischer Poet, Jurist und Minister                                   |       |       |